# Пусье-Венсбак, Мари Аньес
Мари Аньес Пусье-Венсбак (фр. Marie-Agnès Poussier-Winsback) — французский политик, депутат Национального собрания Франции

## Биография
Мари Аньес Пусье-Венсбак родилась 25 марта 1967 года в Нанси в семье фармацевта и домохозяйки. У нее трое братьев и сестра. Обучалась в Париже, получила степень магистра политических наук в университете Париж II, а затем степень магистра истории в университете Париж I Пантеон-Сорбонна.
Работала в аппарате Генерального совета департамента Приморская Сена с 1989 по 2002 годы, с 2002 по 2012 годы была помощником депутата Национального собрания Даниэля Фидлена. С 2012 по 2014 годы работала преподавателем экономики в лицее Сен-Жозеф в Гавре.
Мари Аньес Пусье-Венсбак начала свою политическую карьеру в 1989 году в качестве молодежного активиста партии «Объединение в поддержку Республики» и стала делегатом по делам молодежи в партийном отделении департамента Приморская Сена. Позже была стала окружным секретарем и заместителем руководителя отделения в департаменте Приморской Сены партии «Союз за народное движение», а затем «Республиканцы».
С 1998 по 2004 год была членом Регионального совета Верхней Нормандии. В 1997 и 2012 годах она баллотировалась на выборах в Национальное собрание в качестве заместителя Даниэля Фидлена. В 2007 году самостоятельно баллотировалась по 5-му избирательному округу департамента Приморская Сена, прошла во второй тур, где уступила социалисту Кристофу Буйону. С 2001 по 2014 год была муниципальным советником от оппозиции в городе Фекам.
На муниципальных выборах в совет города Фекам в 2014 году возглавила правый список, который впервые за последние 25 лет победил на выборах. 5 апреля 2014 года она была избрана мэром Фекама, а 18 апреля 2014 года избрана президентом сообщества коммун Фекам.
В декабре 2015 года Мари Аньес Пусье-Венсбак по правому списку Ксавье Бертрана была избрана в Региональный совет Нормандии, 4 января 2016 года стала вице-президентом этого Совета. В 2021 году была переизбрана.
В 2021 году Мари Аньес Пусье-Венсбак вступила в партию «Горизонты», основанную бывшим премьер-министром и мэром Гавра Эдуаром Филиппом. На выборах в Национальное собрание в 2022 году она баллотировалась в девятом округе департамента Приморская Сена от президентского большинства и сумела получить депутатский мандат, набрав во втором туре 50,8 % голосов. В Национальном собрании является секретарем Комиссии по конституционному законодательству и общему управлению.
В соответствии с требованиями закона о невозможности совмещения мандатов 4 июля 2022 года она вышла из Регионального совета Нормандии, а 11 июля 2022 года ушла в отставку с поста мэра Фекама.
21 сентября 2024 года назначена министром-делегатом социальной и солидарной экономики, заинтересованности и участия в правительстве Барнье.
23 декабря 2024 года при формировании правительства Байру не получила никакого назначения.

## Занимаемые выборные должности
15.03.1998 — 02.04.2004 — член Регионального совета Верхней Нормандии 

26.03.2010 — 04.01.2016 — член Регионального совета Верхней Нормандии 

04.01.2016 — 04.07.2022 — вице-президент Регионального совета Нормандии 

05.04.2014 — 11.07.2022 — мэр города Фекам 

с 12.07.2022 — член муниципального совета города Фекам 

с 22.07.2022 — депутат Национального собрания Франции от 9-го избирательного округа департамента Приморская Сена.